# Trans-Canyon Telephone Line
 (juin 2020).
La Trans-Canyon Telephone Line est une ligne téléphonique américaine située dans le comté de Coconino, en Arizona. Construite par le Civilian Conservation Corps en 1935, cette ligne longue d'environ 29 kilomètres et portée par 592 poteaux en métal traverse le Grand Canyon, dans le parc national du Grand Canyon. Elle est inscrite au Registre national des lieux historiques depuis le 13 mai 1986.